# Lepidostoma bakeri
Lepidostoma bakeri är en nattsländeart som beskrevs av Oliver S. Flint Jr. 1965. Lepidostoma bakeri ingår i släktet Lepidostoma och familjen kantrörsnattsländor. Inga underarter finns listade i Catalogue of Life.